# Kiteretsu Daihyakka (videojuego)
Kiteretsu Daihyakka es un videojuego de plataformas en 2D desarrollado y publicado por la compañía Epoch exclusivamente para la consola NES en el año 1990 en Japón. Es el primer videojuego basado en la serie de anime y manga Kiteretsu Daihyakka.

## Información general
Kiteretsu Daihyakka está basado en una popular serie de manga y anime del mismo nombre, conocida en España como "Kiteretsu, el primo más listo de Nobita". Este es un videojuego de NES lanzado en 1990, muy típico de su época, utiliza el estilo de juego de Super Mario Bros., que fue el gran referente de los videojuegos de plataformas de 8 bits. 
El juego está protagonizado por Kiteretsu, un niño inventor que debe rescatar a sus amigos, luego de que una extraña máquina los capturara y los condujera a un mundo verdaderamente extraño. Kiteretsu puede caminar, correr, saltar y agacharse, pero también tiene habilidades novedosas, como invertir la gravedad para caminar sobre el techo o caminar agachado.
El juego presenta un nivel de dificultad general elevado, los diseños de los niveles suelen ser complicados y los enemigos se encuentran en lugares muy inconvenientes, también resulta un gran problema el tener que viajar con un ayudante que se equivoca mucho y hace perder energía al jugador. Aunque hay algunas pantallas más fáciles que otras, muchos escenarios son poco permisivos, dejando al jugador poco margen para el error.
El scroll es lateral en algunos niveles y vertical en otros, al igual que con Super Mario Bros., la pantalla solo avanza hacia la derecha siguiendo al jugador, pero no al revés, por lo que no se puede regresar. Curiosamente, en los niveles verticales, no hay esta limitación y si es posible regresar. 
Los gráficos son los de un juego promedio de plataformas de NES, con sprites de personajes pequeños y poco animados. Aunque se destacan los fondos de escenario, que presentan diseños muy diversos y raramente se repiten a lo largo del juego. La música del juego es variada, aunque hay pocos temas, en uno de los niveles incluso la música desaparece durante una pantalla completa y comienza una lucha contra un jefe en total silencio.
El desarrollo de los niveles es completamente lineal, no hay caminos alternativos ni atajos. Tampoco hay separación o pantallas intermedias entre cada nivel, por lo que todo se desarrolla de forma continua y pareciera ser un único gran nivel dividido en múltiples pantallas. El nivel final, en cambio, presenta un esquema un poco menos lineal, aunque para peor, debido a que es una gran torre de varios pisos, en donde si el jugador cae a un precipicio, en lugar de perder, regresa al piso anterior, también presenta un extraño laberinto de puertas en donde hay que encontrar la verdadera salida.
Este juego presenta un extraño sistema de password en japonés como única forma para salvar una partida.

## Mecánica y jugabilidad
Kiteretsu, el protagonista, tiene como objetivo avanzar a lo largo de los escenarios para llegar al final en cada uno. Sus movimientos básicos son: caminar, saltar, agacharse, correr e invertir la gravedad. Su ataque principal es aplastar a los enemigos, al saltar y caer sobre ellos.
El jugador también cuenta con la extraña habilidad de invertir su gravedad, esto le permite caminar y saltar boca abajo sobre los techos, pero también resulta en un peligro, ya que al estar dado vuelta, el cielo se convierte en un precipicio si Kiteretsu se cae hacia arriba. Para evitar esto, la gravedad invertida solo funciona cuando hay un techo encima de Kiteretsu. Dominar este movimiento resulta cada vez más necesario a medida que avanza el juego.
En determinados puntos del juego, aparece la enciclopedia, que le permite al jugador obtener un invento a cambio de monedas, estas se consiguen fácilmente y aparecen por todos lados como ítems para agarrar. Los inventos son variados, algunos simplemente sirven para abrir un camino y continuar el nivel y otros dan nuevos ataques a Kiteretsu, que sólo duran hasta el final de la pantalla.
La vida de Kiteretsu se mide en puntos de vida representados por corazones. Kiteretsu inicia el juego con cinco corazones, pero puede sumar hasta nueve, al recoger ítems de corazones. Cuando sufre daño, Kiteretsu pierde un corazón, y si se cae a un precipicio pierde dos corazones y debe reiniciar la pantalla. Cuando se queda sin corazones pierde la vida, y esto resulta fatal debido a que en este juego hay una única vida, sin posibilidad de sumar más. Por este motivo, resulta fundamental conservar los corazones y tratar de recibir el menor daño posible.
El juego cuenta con un sistema de continuaciones inusual y poco efectivo, pero que resulta en la única manera de seguir jugando tras perder una vida. En primer lugar, hay que conseguir un ítem secreto escondido en una complicada cueva en el primer nivel para ganar la posibilidad de continuar. Luego, al morir, Kiteretsu aparece en el mismo infierno en donde el rey Enma lo recibe y le pregunta con cuantos corazones desea revivir. El jugador dispone de nueve corazones que puede usar para regresar a la vida, pero una vez que los gasta a todos ya no podrá revivir y el juego termina. Por ejemplo, si el jugador elige revivir con cuatro corazones, luego, al morir podrá volver a revivir con hasta cinco; o de lo contrario, puede escoger revivir con nueve corazones (el máximo de salud) pero luego ya no podrá resucitar si pierde. 
Al final de la primera pantalla, Miyoko se une a Kiteretsu y comienza a seguirle por varios niveles, más adelante esta es reemplazada por Korosuke, quien seguirá al protagonista por el resto del juego. Estos personajes aliados o ayudantes terminan convirtiéndose en el mayor de los problemas para el jugador, principalmente porque comparten los corazones con el protagonista y también reciben daño. Los ayudantes sólo se limitan a copiar todos los movimientos del jugador y normalmente se mantienen pegados a este como si fueran una sombra. Sin embargo, el gran fallo de los ayudantes, es que presentan un pequeño retraso al imitar al jugador, por ejemplo, el jugador corre y salta para esquivar a un enemigo, pero el ayudante tarda un poco más de tiempo en saltar y recibe daño. Los ayudantes también presentan una pequeña diferencia de velocidades que se descubre al correr, en ocasiones el jugador da un gran salto para pasar un precipicio y aterriza con éxito del otro lado, pero el acompañante falla el salto y cae, gastando dos corazones y obligando al jugador a reiniciar la pantalla. Esto ocurre todo el tiempo durante los niveles, debido a su complicado diseño, lleno de saltos difíciles y plataformas muy pequeñas sobre precipicios. El jugador se verá obligado a presionar todo el tiempo el botón SELECT, que teletransporta al ayudante de vuelta al jugador y resulta en un verdadero salvador de vidas. Hay muy pocas pantallas en donde el ayudante puede servir de algo, como las que se dividen a la mitad en dos caminos, cada uno con ítems, en estas situaciones el jugador puede hacer que el jugador y el ayudante vayan separados y en paralelo por los distintos caminos para no perderse ítems.
Otro gran problema es la limitada capacidad de ataque del protagonista, durante la mayor parte del juego su único ataque es saltar a los enemigos para pisarlos, pero este se ve seriamente afectado por una pobre detección de colisión. Esto quiere decir, que hay que aterrizar exactamente en el centro del enemigo, si Kiteretsu aterriza sobre el enemigo, aunque un poco de costado, no sólo no lo aplastará, sino que además recibirá daño. Aunque es posible adquirir nuevos poderes en el juego, estos son demasiado limitados y dan una sensación de estar desperdiciados. En uno de los niveles, por ejemplo, aparece una máscara Tengu que se obtiene a cambio de muchas monedas y permite a Kiteretsu ser invulnerable y destruir a los enemigos al contacto por tiempo limitado (similar a la estrella de Mario), pero esta aparece en una zona con sólo dos enemigos comunes y por única vez en todo el juego.
Lo mismo pasa con otras habilidades, como un bloque que al ser golpeado cubre a Kiteretsu con unos rayos que eliminan al enemigo, pero este aparece solamente en una pantalla con un solo enemigo que fácilmente puede ser esquivado.
A lo largo del juego hay cinco jefes para derrotar, los cuatro primeros tienen básicamente la misma forma de combate, se mantienen volando de izquierda a derecha y disparando proyectiles hacia abajo. Kiteretsu debe cabecear pelotas que están encima de él para tratar de que estas golpeen al enemigo, tras cinco golpes el jefe muere. El jefe final presenta una batalla totalmente distinta, Kiteretsu recibe la espada de su ancestro y tiene que combatir cuerpo a cuerpo con un robot que salta y ataca dando espadazos concluyendo al juego de una manera memorable.

## Legado
Este juego recibió dos continuaciones, pero su desarrollo pasó a la compañía Video System. El primero fue Kiteretsu Daihyakka: Bouken Ooedo Juraki para Game Boy, un sencillo juego de plataformas lateral protagonizado por Korosuke. El segundo fue Kiteretsu Daihyakka: Choujikuu Sugoroku para Super Famicom, un juego de mesa estilo juego de la oca con los cinco personajes principales como jugadores seleccionables.

## Curiosidades
- La música que se escucha al visitar al rey Enma tras completar un nivel es "Air on the G String" del compositor Johann Sebastian Bach.

- La música que se escucha al hablar con un personaje es "Por la mañana", del compositor Edvard Grieg.